# Spermoculture
La spermoculture est un examen d'aide au diagnostic de certaines infections (induisant ou non à un problème de fertilité masculine).
Elle accompagne ou suit généralement un spermogramme ou spermocytogramme qui sont des examens de première intention qui peuvent aussi être complétés d'examens visant à apprécier les fonctions fécondantes du spermatozoïde (Cf. capacités de pénétration de l’ovocyte), ou celles impliquées dans la mobilité nécessaire à la traversée des voies génitales féminines.
La spermoculture guide le choix de l'andrologue vers une thérapeutique antibiotique. Une spermoculture négative ne garantit pas l'absence d'infection surtout en présence d'une leucocytose.

## Protocole
L'hygiène doit être respectée avant et pendant le prélèvement, car la seule explication orale et claire des mesures d'hygiène nécessaires au prélèvement avant le prélèvement fait chuter les spermocultures positives à 13,5 % alors que ce taux est de 26,9 % quand les conseils n'ont été donnés que par écrit
Du sperme est prélevé après liquéfaction de l'échantillon et il sert à ensemencer différents milieux de culture :
- gélose au sang ;
- gélose lactosée ;
- gélose chocolat ;
- milieu de Sabouraud.

L'andologue recherche des germes de type entérobactéries, gonocoque, mycoplasmes, Chlamydiae ainsi que des champignons.